# Политичка пропаганда
Политичка пропаганда представља један од ретких појмова у области перквазивне комуникације жијем је дефиниса.ју посвећена значајна пажња. Појам потиче од латинске речи пропагаре (Сирење, распростирање, размножавање, множење). Први га је употребио папа Гргур КСРИ 1584. године у були Асценденте Домино којом се успоставља зед језуита и као њихов задатак одређује „пропагирање ј’одбрана вере”. Клемент ВИИИ папа од 1592. до 1605.) повремено окупља три кардинала који расправљају о најпогоднијим средствима и начинима ширења католичанства. Папа Гргур КСВ 1622. године озваничава ову институцију булом Инсцрутабили Дивинае и даје јој назив Сацра Цонгрегатио цхристиано хомини пропаганда (касније позната као Сацра Цонгрегатио де пропаганда фидес), а његов наследник, Урбан ВИИИ, учвршћује ову институцију у циљу борбе против протестантизма. Чинила је 29 високих ерквених достојанственика – кардинала који су представљали конгрегације у појединим хришћанским. земљама са задатаком да шире хришћанску веру. Ова институција одржала се до данас под називом Конгрегација за евангелизацију народа. Године 1627. образована је и прва институција за образо вање пропагандиста Цоллегиум де Пропаганда Фиде.
Појам „политичка пропаганда“, пак, појављује се касније, са удружењем Пропаганде, основаним 1793. године у Алзасу, које се бавило ширењем идеје Француске револуције. 